# Св. св. Кирил и Методий (католическа църква в Свищов)
Вижте пояснителната страница за други значения на Св. св. Кирил и Методий.
 Тази статия е за католическата църква.  За православната църква вижте Св. св. Кирил и Методий (православна църква в Свищов).  
„Свети свети Кирил и Методий“ е християнска църква в Свищов, България, част от Никополската епархия на Римокатолическата църква. Църквата е енорийски храм.

## История на енорията
Първите сведение за католици в Свищов са от 1622 г. През селото са минавали много католици от България, бягащи към Влашко и Банатско. Масови са били бягствата между 1799 и 1802 година. Някои семейства са се заселвали в Свищов и от време на време са били посещавани от католически мисионери.
Към 1830 г. в селото се преселили католици от село Ореш, бягащи от честите наводнения, причинявани от прииждането на Дунава.
На 27 юли 1882 г. генералният викарий на Никополската епархия Онорат Карлесимо подава заявление в Свищовското окръжно управление, с което моли за разрешение да открие в Свищов католическо училище и храм.
Католическата енория в Свищов е основана през 1894 г. 
През 1903 г. в Свищов се настаняват 5 монахини доминиканки от Франция, които се занимават главно с образование и възпитание на децата в частното католическо училище. В другите две градски енории също има частни училища, които обаче се завеждат от местните енорийски свещеници, а не от ордени и конгрегации.
През 1920 г. отец Еварист Кюипрес основава малка католическа семинария от около десетина младежи. Семинарията е наречена Римокатолическо училище „Свети Гавраил“. Благодарение на нея енорията започнала да се подобрява.
От 1933 има семейна книга за регистрирани кръщения, венчавки и погребения. Енорията, ръководена от отец Павел Брувест, който бил и директор на семинарията, наброявала 50 души.
След отец Павел Брувест като енористи са служели следните свещеници – отец Кирил (1935 г.), отец Станислав (1940 г.), отец Александър (1941 г.), отец Йосиф Минчев (1964 г.), отец Йосиф Йонков (1975 г.), и отец Кирил (1980 г.).

## Енористи
- отец Фортунато Грасели (2002–2006)
- отец Ремо Гамбакорта (2006–2007)
- отец Фортунато Грасели (2007–2011)
- отец Патрик Виал (2011–)

## История на храма
През 1894 г. епископ Анри Дулсе купува къща за постоянно пребиваващ свещеник, която била оборудвана и осветена за молитвен дом, кръстен на името на светите братя Кирил и Методий. През 1926 г., молитвеният дом е реконструиран в църква.
През септември 2000 г. започва строежът на нова църква. Новият храм е осветен на 9 февруари 2002 г. Многофункционалният комплекс от сгради е построен със средства на дарители, като голяма част от тях са от италианския генерал Джузепе Наполи. Новият храм е факт благодарение на отец Фортунато Грасели. Освен църквата комплексът включва манастир и помещения за енорийски дейности. Манастирът се стопанисва от ордена на сестрите пасионистки.
Храмовият празник е на 14 февруари.